# Rahonawis
Rahonawis (Rahonavis syn. Rahona) – rodzaj niewielkiego teropoda występującego na terenach północno-zachodniego Madagaskaru w późnej kredzie (83,5–70,6 mln lat temu). Znany z niekompletnego szkieletu (UA 8656) znalezione w kamieniołomie Berivotra (prowincja Mahajanga). Był ptakopodobnym drapieżnikiem, wielkości mniej więcej archeopteryksa. Miał długi kostny ogon i uzębione szczęki.

## Klasyfikacja
Klasyfikacja rahonawisa jest niepewna – niektórzy naukowcy klasyfikują go jako bliższego ptakom, inni – dromeozaurom. Początkowo z powodu obecności struktur, na których u ptaków umieszczone są lotki na kości łokciowej, został uznany za ptaka, mimo że reszta jego szkieletu posiadała cechy dromeozaurów. Z powodu teorii, według której nielotne dromeozaury pochodzą od prymitywnych ptaków, trudno było ustalić miejsce latającego rahonawisa między dromeozaurami. Rahonavis mógł być blisko spokrewniony z archeopteryksem (jak początku zasugerowane), ale jego miednica nieco różni się od miednicy archeopteryksa. Peter Makovicky i współpracownicy uznali, że Rahonavis jest blisko spokrewniony z rodzajami Unenlagia i Buitreraptor i zaliczyli go do podrodziny Unenlagiinae, umieszczonej wśród dromeozaurów. Obecnie teoria ta jest powszechnie przyjmowana. Norell i inni (2006) uznali rahonawisa za takson siostrzany unenlagii, a w 2007 Alan Turner i inni uznali te dwa rodzajowe, za blisko ze sobą spokrewnione. Natomiast z analizy filogenetycznej przeprowadzonej przez Godefroita i współpracowników (2013) wynika, że rahonawis był bazalnym ptakiem i taksonem siostrzanym do rodzaju Shenzhouraptor.
Rahonavis początkowo został opisany pod nazwą Rahona, ale później okazało się, że jest ona już zajęta przez pewną ćmę i została zmieniona na Rahonavis.

## Odkrycie
Skamieniałości rahonawisa zostały odnalezione w 1995 przez połączone wyprawy SUNY i Uniwersytetu Antananarywy w pobliżu wioski Berivotra. Ponieważ większa część formacji geologicznej leżącej obok tej wioski jest porośnięta gęstą trawę, identyfikacja skamieniałości jest niemożliwa. Jednak na zboczu, na którym trawa została wypalona udało się znaleźć kości olbrzymiego zauropoda z rodzaju Titanosaurus. Wokół nich znaleziono szczątki rahonawisa złożone z kończyn tylnych, fragmentów ogona, kości skrzydeł i ramienia. Ustalano, że ich właściciel był o jedną piątą większy niż archeopteryks. W prowincji Kem Kem w Maroku znaleziono kręg piersiowy (NMC 50852) podobny do kręgu rahonawisa. Jednak ponieważ jest on starszy od skamieniałości rahonawisa z Madagaskaru (ma 100–99 mln lat) i nieco się od niego różni, jest mało prawdopodobne, aby należał do przedstawiciela tego rodzaju.

## Chimera?
Istnieją wątpliwości, czy kość łokciowa przypisywana rahonawisowi naprawdę do niego należy. Ponieważ w pobliżu znaleziono skamieniałości ptaka Vorona, niektórzy naukowcy uważają, że Rahonavis jest chimerą złożoną z kości łokciowej tego ptaka oraz reszty szkieletu dromeozaura i uznają ten rodzaj za nomen dubium. Jednak ponieważ kość łokciowa została znaleziona w odległości „mniejszej niż długość kartki papieru listowego” Luis Chiappe w 2007 odrzucił tę hipotezę. Stwierdził też, że Larry Martin (zwolennik teorii chimery i przeciwnik teorii dinozaurowego pochodzenia ptaków) błędnie zinterpretował kości skrzydła jako bardziej zaawansowane niż są w rzeczywistości, na czym oparł swą teorię. Stwierdził też, że Rahonavis był zdolny do aktywnego lotu, ale latał nieco gorzej niż współczesne ptaki.